# Patatas a la importancia
Les patatas a la importancia sont un plat à base de pommes de terre, originaire de Castille y León en Espagne, mais qui est très populaire dans le reste de la cuisine espagnole (surtout à Madrid).
Ce plat, qui évoque d'anciennes recettes, apparaît souvent dans les menus des restaurants espagnols. Il est considéré comme un plat populaire et économique. Il se sert chaud dès qu'il est prêt. 

## Caractéristiques
Il s'agit d'une préparation culinaire simple qui se réalise en deux étapes : la première est une friture et la seconde un ragoût.
Les pommes de terre, habituellement coupées en rondelles d'un centimètre d'épaisseur environ, en sont le principal ingrédient. 
Celle-ci sont panées en les passant d'abord dans de la farine puis dans de l'œuf battu avant de les faire frire dans de l'huile bouillante. Dans certains cas, on fait cuire les pommes de terre avant de les découper en rondelles. 
Une fois frites, les pommes de terre sont placées dans une cassole avec de l'eau (parfois du bouillon) et on ajoute un mélange de condiments préparé au mortier composé d'ail, de safran (on utilise parfois un peu de pimentón), de persil et de sel, le tout dilué parfois dans une certaine quantité de vin blanc. On laisse mijoter et on sert dans une cassole en terre cuite avec un peu de bouillon, dès la fin de la préparation.

## Variantes
Il existe des variantes plus exotiques de ce plat, comme les patatas a la importancia con almejas (pommes de terre à l'importance aux palourdes). Dans d'autres recettes les pommes de terre déjà frites sont mises à tremper dans un bouillon de vin et de fromage manchego avant d'être enfournées. Dans d'autres cas, on ajoute des amandes grillées et de la sauce tomate.